# ویور (نرم‌افزار وب)
ویور یک سرویس ادغام مستمر میزبانی شده و توزیع شده است که برای ساخت و آزمایش پروژه‌های میزبانی شده در گیت هاب و سایر خدمات میزبانی کد منبع (از جمله گیت لب و بیت باکت) در ماشین مجازی مایکروسافت ویندوز و همچنین ماشین‌های مجازی لینوکس اوبونتو استفاده می‌شود، اپلیکیشن ویور یک شرکت خصوصی کانادایی است که در سال ۲۰۱۱ تأسیس شد.
ویور با استفاده از یک رابط کاربری وب یا با افزودن فایلی به نام appveyor.yml که یک فایل متنی با فرمت YAML است، به فهرست اصلی مخزن کد پیکربندی می‌شود.
Azure DevOps شامل ادغام ویور است،
در ۱۲ نوامبر ۲۰۱۴، مایکروسافت بخش‌های زیادی از، اینترنت فریم ورک خود را به‌عنوان، هسته خالص منبع باز در گیت هاب منتشر کرد و ادغام ویور به برخی از این مخازن اضافه شد،